# Волошко Олександр Іванович
Олександр Іванович Волошко (нар. 15 квітня 1971) — радянський та український футболіст, півзахисник та нападник. Виступав за полтавську «Ворсклу».

## Життєпис
Футбольну кар'єру розпочав 1988 рокув складі «Ворскли», яка на той час виступала в Другій лізі СРСР. У кубку України дебютував 16 лютого 1992 року в переможному (1:0) домашньому поєдинку 1/32 фіналу проти чернігівської «Десни». Олександр вийшов на поле в стартовому складі та відіграв увесь матч. У Першій лізі України дебютував 20 березня 1992 року в програному (0:1) виїзному поєдинку 3-го туру підгрупи 2 проти маріупольського «Азовця». Волошко вийшов на поле в стартовому складі та відіграв увесь матч. З 1998 по 1991 рік зіграв 59 матчів (3 голи) у Другій лізі СРСР, також з 1989 по 1991 рік для отримання більшої ількості ігрової практики виступав за аматорський клуб «Зоря» (Карлівка). З лютого по серпень 1992 року провів 22 поєдинки в Першій лізі України, ще 2 поєдинки провів у кубку України.
Потім залишив полтавський клубу, виступав в аматорському чемпіонаті України за «Локомотив» (Полтава), «Сулу» (Лубни) та «Бірзула» (Котовськ). З 1995 по 1998 рік грав за «Велту» (Полтава), «Ниву» (Решетилівка) та «Маяк» (Рокита).